# Кириченко, Яков Николаевич
Яков Николаевич Кириченко — советский хозяйственный, государственный и политический деятель.

## Биография
Родился 22 октября 1904 года в селе Бабаи Харьковского района Харьковской области. Член КПСС с  февраля 1928 года.
С 1920 года — на хозяйственной, общественной и политической работе. В феврале 1926 г. призван на действительную военную службу в Красную Армию. В 1920—1946 гг. — на советской, комсомольской и партийной работе в Харьковской области и городе Харькове Украинской ССР, на политической работе и командных должностях в Рабоче-Крестьянской Красной Армии, участник советско-финской войны, участник Великой Отечественной войны, начальник политотдела 257-й стрелковой дивизии, начальник политотдела 98-го стрелкового корпуса, на командных должностях в Советской Армии.
Принимал участие в военных действиях:
- сентябрь-октябрь 1939 - освобождение Западной Украины, будучи комиссаром 80 стрелковой дивизии.
- декабрь 1939 - май 1940 - бои на Карельском перешейке против белофинов,  будучи комиссаром 80 стрелковой дивизии.
- июль 1940 - освобождение Бессарабии.
- зимнее наступление 1941-1942 гг. - прошли с боями от Осташково до Великих Лук более 300 километров.
- ноябрь 1942 - январь 1943 гг. - окружение немцев и взятие Великих Лук.
- август 1943г. - освобождение Духовщины, Смоленска вплоть до Витебска.
- ноябрь-декабрь 1944 г. - большие бои за Невель и Ново-Сокольники.
- Январское наступление от Пулковских высот до Пскова по ликвидации блокады Ленинграда.
- июнь-июль 1944 г. - разгром белофинов на Карельском перешейке.
- август 1944 г. - разгром немцев в Эстонии в составе 2-й Ударной Армии.
- Активные наступательные операции в последних сражениях Великой Отечественной войны в составе 2-го Белорусского фронта, начиная с января 1945 г. и до конца войны. Наревский плацдарм, отрез Восточно-Прусской группировки немцев, взятие Данцига, ликвидация окруженной группировки немцев в Грауденце, взятие Штеттина.[1]

За время войны имел 2 легких ранения и 2 контузии.
Делегат XVIII съезда ВКП(б).
Умер в 1967 году.